# Schwimmen mit Elefanten
Schwimmen mit Elefanten (jap. 猫を抱いて象と泳ぐ, Neko o Daite Zō to Oyogu, dt. „Eine Katze haltend mit Elefanten schwimmen“) ist ein Roman von Yōko Ogawa. Die japanische Originalausgabe erschien im Jahr 2009 im Verlag Bungeishunju in Tokio. Die deutsche Übersetzung, besorgt von Sabine Mangold, kam 2014 beim Aufbau-Verlag heraus.
Der Roman handelt von einem Jungen, der sein Leben so weit wie möglich aufs Schachspielen beschränkt.

## Inhalt
Der namen- und elternlose Held des Romans wächst, zusammen mit einem jüngeren Bruder, bei seinen Großeltern auf. Bei der Geburt waren seine Lippen miteinander verwachsen; in einer hastigen Operation wurden sie voneinander getrennt, wobei die Wunden mit Haut aus der Wade des Kindes abgedeckt wurden, die später eine immer stärkere Behaarung zeigt. Dies ist nicht die einzige körperliche Besonderheit des Knaben: Er bleibt immer klein, beweglich und schwach wie ein Kind, was offenbar auf seine Angst vor dem Wachsen zurückzuführen ist.
Die Erkenntnis, dass Wachstum ein Unglück bedeuten kann, kommt dem Jungen schon früh. Regelmäßig besucht er mit seiner Großmutter und seinem Bruder ein Kaufhaus, auf dessen Dach ein Vergnügungspark eingerichtet ist. In einer abgelegenen Ecke erinnern eine Tafel und eine eiserne Fußfessel an die Elefantin Indira, die, wie einst der Elefantenbulle Chunee in London, als Jungtier auf dieses Dach gebracht wurde und dort eine Attraktion für die Kinder bildete. Weil es versäumt worden war, das Tier rechtzeitig wieder zu entfernen, ehe es zu groß für den Aufzug geworden war, und weil Indira panische Angst davor hatte, die Treppe zu benutzen, musste der Elefant schließlich sein gesamtes Leben auf dem Kaufhausdach verbringen.

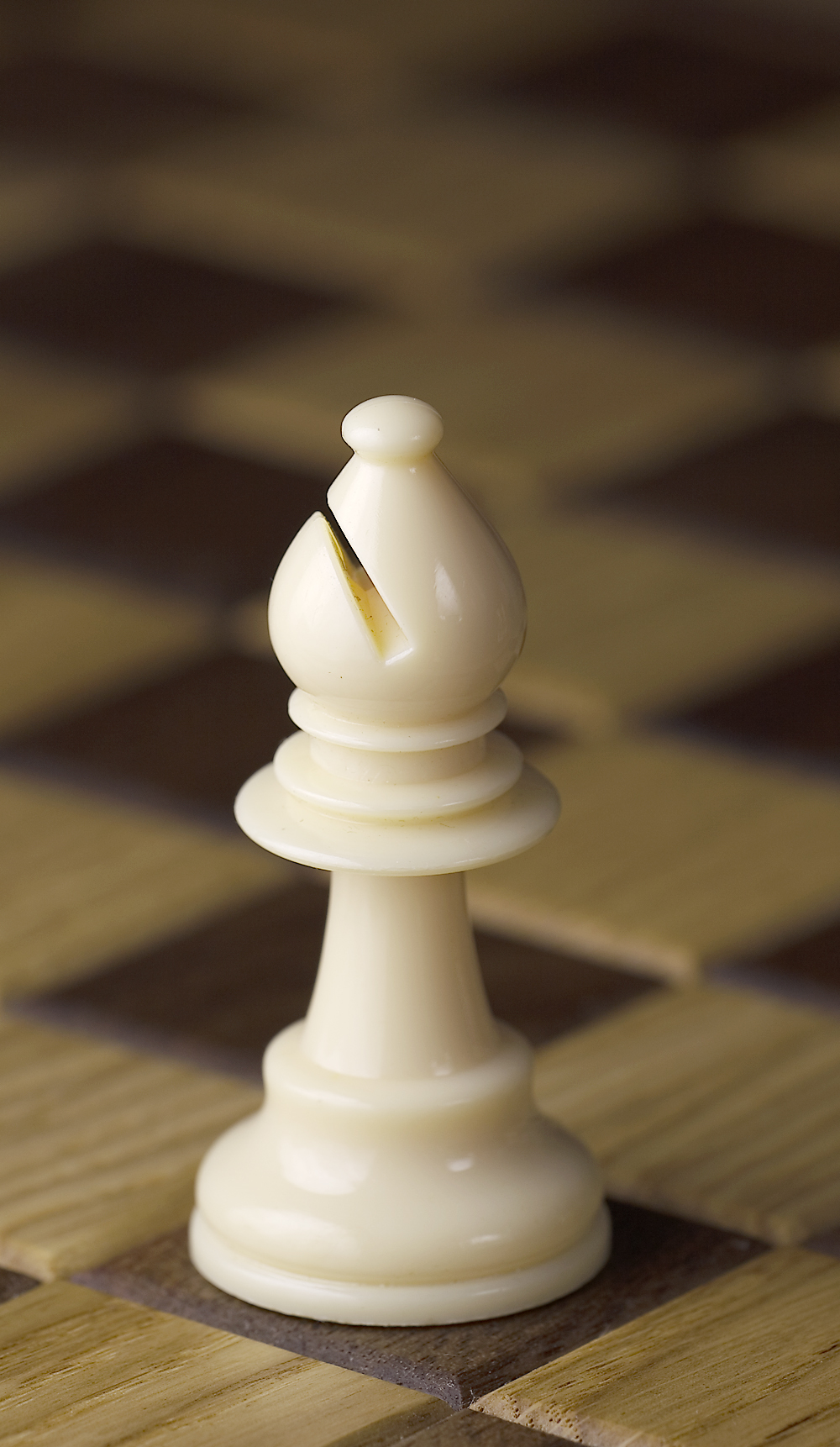
Der Läufer ist die Lieblingsfigur des Jungen.

Indira bleibt nicht das einzige räumlich eingeengte Wesen, mit dem der Junge es zu tun bekommt. Eines Morgens findet er auf dem Weg zur Schule die Leiche eines Busfahrers in einem Schwimmbecken. Weil ihn dieser Eindruck nicht loslässt, begibt er sich bald darauf an den Wohnsitz des Ertrunkenen, ein Wohnheim für Busfahrer auf einem vernachlässigten Gelände. Dort entdeckt er einen ausrangierten Bus, der zur Wohnstatt des Hausmeisters des Wohnheims umgebaut wurde. Dieser Hausmeister, einst ebenfalls Busfahrer, musste seinen Beruf wechseln, nachdem er zu dick geworden war, um noch hinter dem Lenkrad sitzen zu können. Er lädt den Jungen ein, sich den liebevoll mit kostbaren Materialien ausgestatteten Bus anzuschauen, in dem sich auch ein alter Tisch befindet, dessen Platte zugleich als Schachbrett genutzt werden kann.
Bald geht der Junge bei dem ehemaligen Busfahrer und seinem schwarzweißen Kater Pawn ein und aus. Der dicke Mann lehrt ihn mit aller Geduld das Schachspiel und ermahnt ihn immer wieder, sich bei seinen Entscheidungen über die Spielzüge Zeit zu lassen, – Zeit, die der Lehrmeister damit überbrückt, dass er ununterbrochen Süßes isst, was ihn immer weiter zunehmen lässt. Der Junge beobachtet diese Entwicklung mit Bangen, ist aber gleichzeitig vom Schachspiel fasziniert. Eine Besonderheit, die über sein weiteres Leben bestimmen wird, ist die Angewohnheit, die er allmählich entwickelt: Der Junge pflegt nicht am, sondern unter dem Schachtisch zu sitzen und diese Position nur zu verlassen, um seine Figuren zu bewegen. Er kann am Geräusch erkennen, welche Figur wohin gezogen wird, und kann offenbar unter dem Tisch genauso imaginativ Schach spielen wie zu Hause in seinem engen Alkoven, an dessen Decke ihm sein Großvater, ein begabter Schreiner, bald ein Schachbrett malen muss.
Sein Lehrmeister ermuntert ihn schließlich, auch außerhalb des Busses zu spielen, was aber immer wieder zu verstörenden Erlebnissen führt. Einen Schachwettbewerb für Kinder gewinnt der Junge zwar mühelos. Er hat aber später mit Gewissensbissen zu kämpfen, weil er den Einkaufsgutschein, der den Preis dieses Wettbewerbs darstellte, bei einem Schachspiel um Geld in einem Park eingesetzt hat, woraufhin der Lehrmeister ihn darauf hinweist, dass Schach niemals aus kommerziellem Interesse, sondern um seiner selbst willen gespielt werden soll. Schon früh hat er ihm ein Notationsheft geschenkt, in dem der Junge seine Partien aufzeichnen soll, deren Ästhetik in diesen Aufschrieben nachvollzogen werden kann. Schach stellt sich dem Knaben mehr und mehr als eine gemeinsame Aktion mit dem Spielgegner dar, die trotz des ehrlichen Versuches, das Spiel zu gewinnen, eine gewisse Harmonie aufweisen muss. Das gewonnene Geld gibt der Knabe zwar aus, um seinem kleinen Bruder eine Freude zu machen, indem er ihn auf ein Kindermenü ins Kaufhausrestaurant einlädt. Dennoch sieht er nach diesem einen Erlebnis davon ab, um Geld zu spielen.
Der Meister versucht nun den Knaben in einen prominenten Schachclub in einem Hotel einzuführen. Doch die Partie, die als Eingangsprüfung gespielt werden muss, endet wegen der Gewohnheit des Jungen, sich unter dem Tisch zu verstecken, mit einer Disqualifikation.
Bald darauf stirbt der Meister eines Nachts in seinem Bus. Der Junge kommt hinzu, als man gerade versucht, die Leiche aus dem Bus zu entfernen, was schließlich nur mit dem Einsatz eines Baggers gelingt, der den Bus demoliert. Pawn flieht aus den Trümmern, der tote Hausmeister wird mit einem Kran hinausgehoben und dem Jungen gelingt es nur noch, die Schachfiguren und den alten Schachtisch aus dem Bus zu retten und mit nach Hause zu nehmen. Elf Jahre alt, hört er zu diesem Zeitpunkt auf zu wachsen.

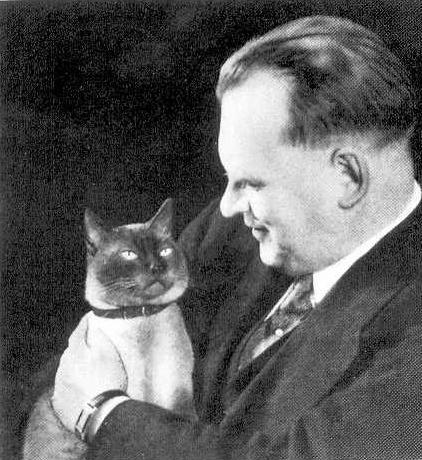
Das Aussehen des Schachautomaten ist an Schachweltmeister Aljechin angelehnt (das Foto von 1936 zeigt ihn mit seiner Katze „Chess“).

Einige Jahre später, als er fünfzehn Jahre alt ist, erhält er den Besuch eines Herrn, der den „Schachclub am Grunde des Meeres“ leitet. Auch dieser Schachclub residiert im Hotel, aber ein Stockwerk tiefer als der renommierte „Pazifik-Club“, im ehemaligen Schwimmbad des Hotels. Und er ist nur geöffnet, wenn der andere Schachclub geschlossen hat, also in aller Regel tief in der Nacht. Der Herr, Generalsekretär des Schachclubs, möchte den Jungen für eine besondere Aufgabe rekrutieren: Er soll im Inneren eines Schachautomaten sitzen und ohne Blick auf das Spielfeld diese Puppe dirigieren. Den Automaten hat die Tochter des Vorsitzenden dem Club gestiftet. Ursprünglich als schreibende Puppe konzipiert, wird er nun zum Schachspieler umgerüstet. Das Gesicht wird dem Schachmeister Aljechin nachempfunden, was dem Knaben später den Spitznamen „der kleine Aljechin“ einbringt. Eine schwarzweiße Katze im rechten Arm, sitzt der Automat an einem Tisch, auf dem sich das Schachbrett befindet. Sein linker Arm ist durch ein System von Hebeln und Sehnen beweglich und in der Lage, Schachfiguren zu ergreifen und zu setzen, nicht aber die geschlagenen Figuren vom Brett zu nehmen. Außerdem kann der Automat mit den Augen zwinkern. Der Junge, der sich schließlich bereit erklärt, in der Puppe zu spielen, muss sich auf winzigem Raum zusammenkauern und die Partien nach Gehör und Imagination spielen. Da er so auf Assistenz angewiesen ist, die die geschlagenen Figuren abräumt und die Notation besorgt, tritt nun eine weitere wichtige Figur in sein Leben. Die Tochter eines verstorbenen Schaustellers, bislang bereits im Hotel beschäftigt, wird mit diesen Aufgaben betraut. Zierlich, bleich und stets mit einer weißen Taube auf der Schulter, erinnert sie den Jungen sofort an seine imaginäre Freundin Miira (Mumie). Miira, so erzählten die Erwachsenen in seinem Viertel den Kindern, war ein Mädchen, das einmal in die schmale Spalte neben dem Haus der Großeltern des Jungen hineingeraten und nie wieder herausgekommen war. Schon jahrelang hat sich der Junge abends in seinem Alkoven liegend durch die Wand hindurch mit dieser Miira unterhalten; nun nennt er das fremde Mädchen sofort Miira. Zwischen den beiden spinnt sich eine freilich distanzierte Beziehung an. Miira ist es, die den Jungen nach jeder Schachpartie im Inneren des engen Automaten massiert, da seine verkrampften Muskeln sich nach dieser Tortur kaum mehr lockern lassen.
Eines Tages geschieht ein Unglück: Ein Betrunkener kommt in den Schachclub, spielt eine Partie gegen den kleinen Aljechin und wird anschließend gegen die Puppe tätlich. Der empfindliche Automat ist schwer beschädigt, Miira und der Junge sind schockiert. In der Zeit, in der der Automat nicht benutzt werden kann, wird der Junge eingesetzt, um Lebendschach zu spielen. Er muss sich dabei in einem Abstellraum verstecken, seine Stimme wird über ein Mikrofon verfremdet. Eines Tages ist eine der Darstellerinnen der Schachfiguren erkrankt und Miira, die bislang mit der Reparatur der Gewänder dieser Figuren betraut war, muss einspringen und einen Bauern spielen. Der Junge sieht sich schließlich gezwungen, Miira als Bauernopfer einzusetzen. Er ahnt nicht, welche Folgen das hat, und stellt erst hinterher fest, dass das Lebendschach ähnlich wie einst das kommerzielle Schachspiel gar nicht um des Spiels willen arrangiert wurde, sondern weil sich die Gegner mit den geschlagenen „Figuren“ vergnügen dürfen.
Miira verliert darüber später nicht viele Worte. Dennoch plant der Junge schließlich seine Flucht. Er bittet seinen Großvater und seinen Bruder, in deren Schreinerwerkstatt der beschädigte Automat steht, diesen so umzubauen, dass er leicht in zwei Koffern transportiert werden kann. Kaum ist dies geschehen, als die Tochter des Schachclubvorsitzenden, eine betagte Dame, die schon öfter gegen den kleinen Aljechin gespielt hat, in der Werkstatt auftaucht und darauf besteht, eine Partie mit ihm zu spielen. Dies wird die erste Partie, bei der die Familie des Jungen zuschauen kann. Obwohl sie allesamt nichts vom Schachspiel verstehen, sind sie fasziniert, insbesondere die bereits schwer kranke Großmutter, die am nächsten Morgen stirbt. Die Tochter des Vorsitzenden informiert den Jungen während der Partie, dass der Automat am nächsten Tag abgeholt werden soll und es deshalb höchste Zeit zur Flucht ist. Sie hat die Vorrichtungen zum Auseinandernehmen und Zusammenklappen des Automaten wahrgenommen und hinterlässt in dessen linker Hand eine Zeitungsanzeige, in der eine Seniorenresidenz einen begabten Schachspieler sucht.
Der Junge reist daraufhin am nächsten Morgen mit seinen beiden Koffern per Bus ab, um diese Einrichtung, die sich „Etüde“ nennt, aufzusuchen. Sie liegt auf einem Berg; der letzte Teil der Strecke kann nur mit einer maroden Seilbahn zurückgelegt werden, und es stellt sich heraus, dass das Altersheim ausschließlich von Menschen bewohnt wird, deren große Leidenschaft im Leben das Schachspiel war. Der Junge kommt samt seinem Automaten dort unter; er hat vor allem die Aufgabe, mit Senioren, die zur Unzeit ihr Bett verlassen und keinen anderen Spielpartner finden, Schach zu spielen. Tagsüber hilft er bei anderen Arbeiten aus. Später taucht auch die Tochter des Vorsitzenden des Schachclubs als Bewohnerin in dem Heim auf. Sie hat aber jede Erinnerung daran verloren, dass und wie sie einst Schach gespielt hat.
Von Miira erhält der Junge eines Tages einen Brief, der nur aus der Notierung eines einzigen Schachzuges besteht: Sie hat eine Fernpartie mit ihm eröffnet. Von nun an wechseln sie Briefe, in denen sie jeweils immer nur ihren aktuellen Zug niederschreiben. Der Junge versucht schließlich, das Ende der Partie – dass Miira nicht mehr gewinnen kann, zeichnet sich ab – hinauszuzögern. Ihren letzten Brief, in dem sie diese Niederlage notiert, erhält er aber nicht mehr: In einer Schlechtwetternacht hat er den Ofen des Schachsalons zu stark angeheizt. Zufällig ist in dieser Nacht keiner der Senioren dort unterwegs, um Schach zu spielen, und der Junge schläft im Schachautomaten ein, während der Kamin des Ofens zusammenfällt, Teppich und Tapeten angesengt werden und die Glut schließlich von allein erlischt – allerdings erst, nachdem der kleine Aljechin an einer Kohlenmonoxidvergiftung gestorben ist. Als die Schwester Oberin den Leichnam in der Seilbahn zum Begräbnis transportiert, fährt die zweite Gondel der Bahn mit einem einzigen Fahrgast bergauf: Miira hat sich auf den Weg in die „Etüde“ gemacht.
Miira sorgt dann dafür, dass die Notation eines Spiels, das der kleine Aljechin gegen einen berühmten Schachmeister gespielt hat, in einem Schachmuseum untergebracht wird. Dies wird die einzige Spur des Jungen bleiben, da das Altersheim später abgerissen wird, der Automat verschollen bleibt und die Zeitzeugen sterben.

## Rezensionen
„Was diesen Roman allein umtreibt, ist die Ästhetik des Schachs und der Charakter des Spiels als Ausdruck der Persönlichkeit des Spielers. Natürlich ist es letztlich doch der menschliche Geist, der hier gefeiert wird – aber nicht als geniale Rechenmaschine, sondern als staunenswertes, stummes Medium der Kommunikation. Der Körper dagegen wird vorgeführt als jenes fleischerne Ding [...]“, stellte Katharina Granzin fest. Der Autorin gehe es weniger um Schach als Strategiespiel oder um das Dilemma, Entscheidungen treffen zu müssen, vor dem jeder Schachspieler regelmäßig stehe, sondern einerseits um die Ästhetik des Spiels, die sich in ihrer Sprache widerspiegele – „Nicht das Verstehen, sondern vor allem das Sehen der poetischen Analogien verschafft den großen ästhetischen Genuss bei der Lektüre von Yoko Ogawas Prosa [...]“ –, andererseits um die Trauer darüber, dass der menschliche Geist nicht losgelöst vom Körper existieren kann.
Lisette Gebhardt gab sich wenig begeistert: Sie hielt Ogawas Text für „ziemlich vollgestopft“ und meinte, der Leser werde in einen „klebrig-gruseligen Kokon eingesponnen“ und könne sich schließlich fragen, „ob das Buch aus der Hand der Autorin stammt oder ob nicht vielleicht ein von ihr programmierter Schreibautomat da einen ganz passablen Text produziert hat, dem man allerdings das Retortenhafte anmerken kann.“ Ogawa bediene sich einer bewährten „Retro-Maschinerie“, der Held sei eine Mischung aus dem Schachtürken von Wolfgang von Kempelen und Grass’ Oscar Matzerath und der Kater Pawn gehe wohl auf die Cheshire Cat zurück. Insgesamt sieht sie Schwimmen mit Elefanten als die Schilderung eines Moratoriums bzw. einer Regression; der Held kehre symbolisch in den Schoß seiner ihm unbekannt gebliebenen Mutter zurück, indem er sich in den Schachautomaten und schließlich in die Seniorenresidenz zurückziehe.
Sehr positiv besprach Simone Hamm den Roman. Sie meinte: „Der tieftraurige Roman Yoko Ogawas ist ein Roman über eine nie gelebte Liebe, eine ungestillte Leidenschaft, ein Roman über Ehre und Schuld und gutes Benehmen, und wie es einen daran hindern kann zu leben und zu lieben.“ Besonders faszinierte sie die Sprachkunst Ogawas: „Ein Umstand kann noch so grotesk sein, bei ihr kommt er ganz leise daher. Und genau dadurch gelingt es ihr, die gewohnte Wahrnehmung, den üblichen Blick zu zerstören. Die absurdesten Situationen, die schrecklichsten Ereignisse schildert sie leicht, fast kühl.“

## Ausgabe
- Yoko Ogawa: Schwimmen mit Elefanten. atb 2014, ISBN 978-3-7466-3080-9.